# Kinadon
Kinadon (altgriechisch Κινάδων, Kinádōn; * im Verlauf der 2. Hälfte des 5. Jahrhunderts v. Chr.; † wohl 398 v. Chr.) war Lakedaimonier, also Bewohner Spartas, und der Kopf einer Verschwörung minderberechtigter Spartiaten (Hypomeiones), die sich im ersten Jahr der Regierungszeit des spartanischen Königs Agesilaos II. (399 bis 359/358 v. Chr.) zugetragen haben soll. Xenophon ist Hauptquelle zur Person und zu den Ereignissen.

## Leben
Xenophon macht nur wenige Angaben zur Person: Zum Zeitpunkt der Verschwörung sei Kinadon ein junger Mann gewesen, so dass er in der Zeit des Peloponnesischen Krieges (431 bis 404 v. Chr.) geboren worden sein muss. Xenophon hebt Kinadons körperliche und intellektuelle Fähigkeiten hervor: Es bleibt unklar, warum Kinadon nicht zur Gruppe der gleichberechtigten Spartiaten zählt, aus der er laut Xenophon ausdrücklich ausgeschlossen war. Kinadon gehörte wohl zu den Hypomeiones, die neben anderen Bevölkerungsteilen von der politischen Teilhabe in Sparta ausgeschlossen waren. Seine gesellschaftliche Stellung sei auch das Motiv der Verschwörung gewesen. Sein sozialer Rang stand im Widerspruch zu der Verantwortung, die Kinadon trug, etwa indem er wiederholt mit geheimen Angelegenheiten betraut wurde (Nutzung der Skytale): Zur Überführung und Festnahme sandten ihn Mitglieder des spartanischen Ältestenrates (Gerusia) mit einer Skytale und weiteren jungen Leuten ins messenische Aulon, um Heloten festzunehmen.

## Verschwörung
Ein Unbekannter habe 398 v. Chr. Xenophon zufolge der Kontrollbehörde in Sparta, den Ephoren, eine Verschwörung angezeigt und Kinadon als Kopf der Gruppe beschuldigt. Mit dem Ziel der Verschwörung wären auch andere soziale Gruppen in Einklang gewesen; namentlich erwähnt Xenophon Heloten, Neodamodeis und Periöken, so habe zumindest ein unbekannter Denunziant nach Angaben Kinadons ausgesagt. Nach einer Untersuchung der Vorkommnisse, bei der er unter einem Vorwand in eine Falle gelockt worden war, sei Kinadon festgenommen worden. Er habe die Tat gestanden und auch Mitverschworene verraten. Als einziger wird namentlich der Seher Teisamenos erwähnt. Schließlich habe man ihn und beschuldigte Mitverantwortliche zur Strafe unter Peitschenhieben und Stichen durch Sparta getrieben. Ob Kinadon und die anderen dabei starben, erwähnt Xenophon nicht explizit.
Aristoteles und Polyainos erwähnen die Verschwörung des Kinadon, ohne nähere Angaben zu machen.

## Mutmaßlich beteiligte Gruppen
- Hypomeiones
- Periöken
- Neodamodeis
- Heloten